# 181043 Anan
181043 Anan este un asteroid din centura principală de asteroizi.

## Descriere
181043 Anan este un asteroid din centura principală de asteroizi. A fost descoperit pe 4 august 2005 la Nakagawa de H. Hori și Hiroshi Maeno. Asteroidul prezintă o orbită caracterizată de o semiaxă mare de 3,14 ua, o excentricitate de 0,20 și o înclinație de 17,0° în raport cu ecliptica.